# Камінський Маріс Айдинович
Маріс Айдинович Камінський (нар. 9 квітня 1990, м. Ківерці, Волинська область, Українська РСР — пом. 3 лютого 2017, с. Галицинівка, Мар'їнський район, Донецька область, Україна) — український військовослужбовець, десантник, капітан Збройних сил України, учасник російсько-української війни.

## Життєпис
Маріс Камінський народився 1990 року у місті Ківерці на Волині. Батько — азербайджанець, мати — українка, корінна волинянка. 2005 року закінчив 8 класів загальноосвітньої школи, а 2008 — Львівський військовий ліцей імені Героїв Крут.
2012 року закінчив аеромобільний факультет Академії Сухопутних військ імені гетьмана Петра Сагайдачного, м. Львів. Займався карате, та іншими видами спорту.
По закінченні Академії був розподілений у 80-й окремий аеромобільний полк, в/ч А0284, м. Львів, де одразу ж показав найкращі результати з вогневої підготовки серед 20 новоприбулих лейтенантів. У 2012—2013 роках проходив військову службу на посаді командира взводу роти десантного забезпечення.
З 2013 року продовжив службу у Чернівцях на посаді командира роти 87-го окремого аеромобільного батальйону 80-ї окремої аеромобільної бригади, в/ч А2582.
З весни 2014 року брав участь в антитерористичній операції на сході України у складі 3-ї батальйонної тактичної групи 80-ї бригади. Учасник оборони Луганського аеропорту.
Наприкінці 2016 року призначений на посаду начальника продовольчої служби тилу 3-ї БТГр. Пройшов кілька ротації на східному фронті, під час однієї з відпусток одружився. З майбутньою дружиною познайомився у військовому містечку в Чернівцях вже під час війни.
3 лютого 2017 року близько 00:05 російсько-терористичні угруповання з реактивної системи залпового вогню БМ-21 «Град» обстріляли село Галицинівка Мар'їнського району Донецької області, що перебуває на значній відстані від лінії зіткнення, неподалік Карлівського водосховища (в тилу українських військ). Противник з боку окупованого смт Старомихайлівка випустив половину боєкомплекту з установки БМ-21 «Град». Внаслідок влучення снаряду у будинок загинули двоє українських офіцерів — капітан Маріс Камінський і капітан Анатолій Заремський.
8 лютого 26-річного офіцера поховали на міському кладовищі у Ківерцях.
У Ківерцях залишились мати Людмила Леонтіївна і брат, в Чернівцях — вагітна дружина Яна. У серпні 2017 народилась донька, яку назвали Самірою.

## Нагороди та звання
- Указом Президента України № 28/2017 від 8 лютого 2017 року «за особисту мужність і самовідданість, виявлені у захисті державного суверенітету та територіальної цілісності України, вірність військовій присязі» нагороджений орденом «Богдана Хмельницького» III ступеня (посмертно)[8].
- У липні 2017 року рішенням Ківерцівської міської ради присвоєне звання «Почесний громадянин міста Ківерці» (посмертно)[9].